# قيلومى بسيطة
القيلومى البسيطة (الاسم العلمي:Stylonema simplicissimum) هي نوع من الطحالب الحمراء تتبع جنس القيلومى من الفصيلة القيلومية.